# 我終於失去了妳
《我終於失去了妳》（英語：At Last, I Have Lost You）是台灣男歌手趙傳的第二張專輯，發行於1989年5月20日，由滾石唱片公司製作發行，唱片編號：RD-1035。專輯中兩首主打歌：《我終於失去了你》，後由齊秦重唱之《你如何還能這樣溫柔》是他的經典著名作品。

## 專輯曲目
| 曲序 | 曲名                                              | 作曲         | 填词            | 編曲          | 监制   | 时长 |
| 01   | 不必等我                                          | 紅十字合唱團 | 陳升            | 紅十字合唱團  | 段鍾潭 | 4:16 |
| 02   | 我終於失去了妳 （粵語：只愛上昨日的你－林保怡）） | 趙傳         | 李宗盛          | 塗惠元        | 段鍾潭 | 4:47 |
| 03   | 讓我自己走                                        | 朱逸芬       | 黃韻玲          | 黃韻玲 & 羅希 | 段鍾潭 | 3:34 |
| 04   | 我的眼中只有妳                                    | 馬大衛       | 齊秦            | 塗惠元        | 段鍾潭 | 4:01 |
| 05   | 留住遙遠的妳                                      | 周治平       | 劉虞瑞          | 塗惠元        | 段鍾潭 | 5:19 |
| 06   | 你如何還能這樣溫柔 （粵語：美麗的謊言－蔡濟文）   | 齊秦         | 李格弟          | 塗惠元        | 段鍾潭 | 4:42 |
| 07   | 心動的感覺                                        | 倪慧虹       | 倪慧虹 & 吳國安 | 李正帆        | 段鍾潭 | 4:13 |
| 08   | 寂寞的驕傲                                        | 殷文琦       | 劉虞瑞          | 塗惠元        | 段鍾潭 | 4:04 |
| 09   | 換上我的天空                                      | 剛澤斌       | 剛澤斌          | 塗惠元        | 段鍾潭 | 3:15 |
| 10   | 把悲傷留給自己                                    | 林東松       | 林東松          | 江建民        | 段鍾潭 | 4:29 |

## 唱片版本
- CD版 (編號：RD-1035)
- 錄音帶版 (編號：RC-198)
- 黑膠唱片版 (RR-198)